# Рабство в иудаизме
Институт рабства в иудаизме описывается в Танахе (Ветхом завете).
У древних евреев рабы различались по происхождению; их юридическое положение зависело от того, были ли они иностранцы или евреи. К числу первых принадлежали потомки хананеев, военнопленные, а также купленные у соседних народов, например финикийцев, известных торговцев невольниками. Они были пожизненной собственностью господина, который мог их продать хотя бы за границу, подарить и завещать. Однако закон Моисеев делал разницу между вещественной и личной собственностью: рабу была гарантирована телесная целость; увечье раба влекло за собой его освобождение, а убийство раба — ответственность господина (Исх. 21:20).
Значительно содействовало смягчению отношений и то обстоятельство, что раб должен был принять обрезание (Быт. 17:12; в талмудическое время в случае отказа раба господин мог ждать год и затем в случае нового отказа должен был продать его иноверцу). Раб мог участвовать в культе и праздниках еврейских, пользуясь и субботним покоем (Втор. 5:4; 12, 12; 16, 11; Исх. 12:44; Лев. 22:11).
Рабыни часто бывали наложницами, причём запрещалось их продавать в другие руки, а предписывалось отпускать на волю: военнопленная рабыня получала льготный месяц для траура по своим родным.
Туземцы становились рабами или будучи проданы родителями по бедности (Исх. 21:7), или по судебному приговору за воровство (Исх. 22:2) или за долги (Амос. 2:6). По истечении шестилетнего рабства они становились свободны, но если они обзавелись семьёй в доме господина, то она оставалась у последнего. Любовь к жене и детям не раз заставляла таких рабов отказываться от свободы. В таком случае господин вёл раба к двери (мезузе) и прокалывал ему ухо, после чего он становился рабом на всю жизнь (Исх. 21:2).
Рабыни, продававшиеся большей частью для наложничества, не получали первоначально свободы; впоследствии и они были освобождаемы. Позже появилось стремление (Лев. 25:29) считать рабство несовместимым с достоинством израильтянина. Установление юбилейного года (Лев. 25:39) имело также в виду освобождение рабов евреев в тех случаях, когда не принимался в соображение закон о седьмом годе. Раб при этом получал назад и свой поземельный участок.
Для «природных» израильтян, имевших несчастье, особенно в поздние эпохи иноземного владычества, попасть в рабство к иностранцу, закон устанавливал возможность выкупа до наступления юбилейного года. Сумма его определялась в зависимости от цены раба при его покупке и количества лет, остающихся до юбилейного года.
Число рабов было различно в разные эпохи. У Авраама упоминается их 318; при Зоровавеле вернулось их 7337 на 42360 свободных (вернулись не самые богатые евреи). Средняя цена раба — 30 серебряных сиклей (Исх. 21:32). Вообще положение рабов у евреев не было тяжёлым, они считались членами семьи и находились в такой же зависимости, как жена и дети; отношения к ним были гуманные; господа нередко советовались с рабами (1Цар. 9:5), роднились с ними (Быт. 24. Парад. I, 2, 34; Исх. 21:9). Благочестие требовало справедливого и мягкого обращения с рабами (Иов. 21:13; Прит. 30:10). При Неемии начался массовый выкуп евреев, попавших в плен и рабство к иностранцам. Ессеи отвергали рабство, как противоестественное учреждение.
В Ялкут Шимони в комментарии к 60-й главе книги Исайи написано, что другие народы после прихода Мессии попросятся быть рабами у евреев (по 10 человек из разных народов ухватятся за полы одежды каждого еврея, что в сумме составит 2800 человек на одного еврея).